# Władysław Godik
Władysław Jakub Godik, znany także jako Wolko Godik, Willy Godik, Vladislav Godi (ur. 1 kwietnia 1892 w Warszawie, zm. 18 grudnia 1952 tamże) – polsko-żydowski piosenkarz, aktor i reżyser.

## Życiorys
Po ukończeniu szkoły średniej w Warszawie zaczął w 1911 studiować weterynarię. Ze względów politycznych musiał jednak jeszcze w tym samym roku wyjechać do Rosji, gdzie zaczął zarabiać występami w cyrku w Charkowie. Następnie grał w operetce w Kijowie. W 1915–1918 występował w teatrze rewiowym w Wiedniu, zyskując sławę jako konferansjer.
W 1918 wrócił do Polski. W latach 1920–1928 występował m.in. w Teatrze Azazel. W tym okresie przypuszczalnie był mężem Oli Lilith. W 1924 po raz pierwszy zagrał w filmie Ślubowanie w reżyserii Zygmunta Turkowa. W latach 1929–1932 występował w Stanach Zjednoczonych. W latach 1933–1939 grał w teatrach żydowskich w Polsce.
We wrześniu 1939 znalazł się na terenach wcielonych do ZSRR. W latach 1939–1941 występował w teatrze żydowskim w Białymstoku, a od 1941 w Moskwie. W 1942 wstąpił do Armii Czerwonej – był ranny w czasie walki. Po powrocie do zdrowia występował w Moskwie, m.in. w Teatrze Miniatur, a od 1944 w Teatrze 1 Armii Wojska Polskiego. Od 1945 grał w Teatrze Wojska Polskiego w Łodzi, a od 1946 do końca życia w Teatrze Polskim w Warszawie.
Jego najbardziej znaną rolą filmową jest krawiec Liberman w Ulicy Granicznej w reżyserii Aleksandra Forda z 1948.

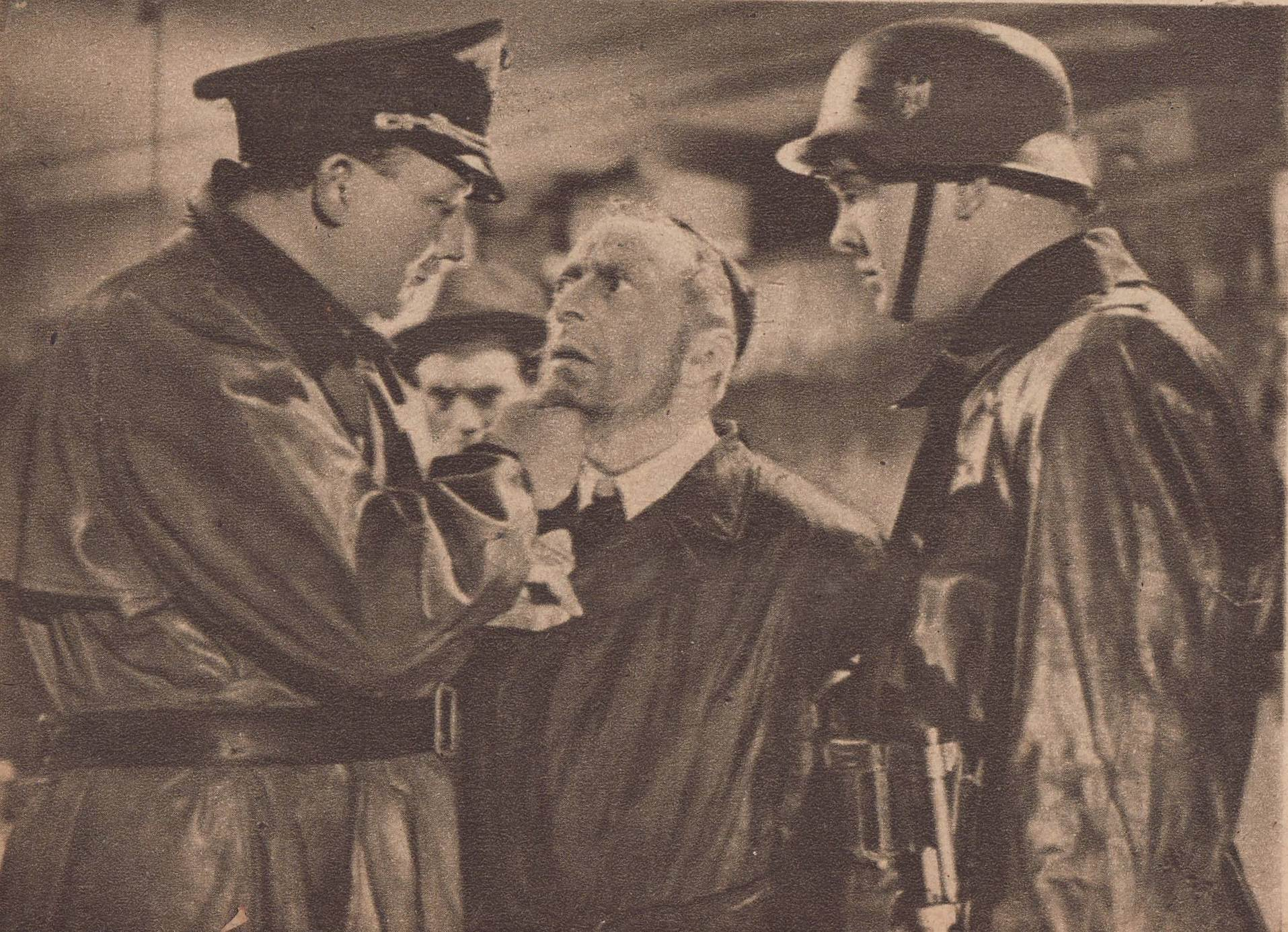
W filmie Ulica graniczna (1948)

W 1950 otrzymał Państwową Nagrodę Artystyczną III stopnia (zespołową) za rolę Kovacsa w sztuce Sprawa Pawła Eszteraga Sandora Gergelyego w Państwowym Teatrze Kameralnym w Warszawie. Postanowieniem prezydenta Bolesława Bieruta z 10 września 1952 został odznaczony Krzyżem Oficerskim Orderu Odrodzenia Polski.
Zmarł w Warszawie, pochowany w Alei Zasłużonych na cmentarzu Wojskowym na Powązkach (kwatera A23-tuje-3).